# Näätimäinen
Näätimäinen är en sjö i Finland. Den ligger i kommunen Suomussalmi i landskapet Kajanaland, i den centrala delen av landet, 600 km norr om huvudstaden Helsingfors. Näätimäinen ligger 266 meter över havet. Arean är 28,9 hektar och strandlinjen är 3,2 kilometer lång. Sjön  ingår i Uleälvens huvudavrinningsområde. 